# 青い部屋
青い部屋（あおいへや）は1967年、シャンソン歌手で作家としても知られた戸川昌子が開店したシャンソニエ、シャンソン・バー。2010年末に閉店した。

## 概要
戸川は、江戸川乱歩賞の賞金を頭金として資金を調達し、青山に青い部屋を開店した。当初は喫茶店であったが、戸川を知る作家たちが集うようになり、ほどなくして夜に営業するバーに転換し、2年後には渋谷区渋谷二丁目のビルの地下に移転した。初期には戸川と姉の共同経営とされ、実際の運営を担っていたのは戸川の姉であった。青い部屋には、三島由紀夫、川端康成、柴田錬三郎、美輪明宏、寺山修司、五味康祐、石原裕次郎、イベット・ジロー、ピエール・バルー、五木寛之、筒井康隆、佐野洋、野坂昭如、なかにし礼、岡本太郎など多彩な著名人が訪れた。
『青い部屋』の店名は戸川の小説作品の題名、あるいは、戸川の亡兄が残した「すごい空だね。あんな青を描きたかった」ないし「こんな青があったんだ」という言葉に由来するとも言われる。喫茶店時代から店内全てをキャンバスとして絵画アートで埋め尽くすなど、戸川昌子独特の世界観と雰囲気を持つ異様な店内装飾を施し、大勢の文士・ミュージシャン・アーティスト等が集うようになり次第に酒場へと変わっていった。
長谷川きよしやキャロル以前のジョニー大倉など、幾多のミュージシャン・アーティスト等が青い部屋にて修業時代を過ごした。
エディット・ピアフの巨大な写真が飾られ、ガラス越しにステージが見える「ピアフルーム」という席も設けられていた。
1991年には、前年末に閉店した銀座の銀巴里にゆかりの歌手が登場する「銀巴里アワー」を月曜日に開き、その後も長く生バンドの演奏によるシャンソンのイベントが月曜日に開催された。

## セクシャルマイノリティ文化との融合
まだ、セクシャルマイノリティに対する偏見が多かった時代。戸川昌子は好んでそういったレズビアン・ホモセクシャルの人々を集め従業員に登用したことでも知られている。喫茶店時代から、店内にはレズビアンをモチーフとした装飾が描かれていた。
そのため財界・政界・マスコミ界など、業種を問わず『大人の遊び場』として認知され、近所からは『戸川動物園』と呼ばれ、遊び人・文化人・アーティストの『自由な表現の場』となった。
その後、『蒼ざめた肌』という姉妹店を新宿2丁目にオープン。入り口が全面ガラス張りで床には蝋人形が埋められているという、これまた異様な店内装飾でひときわ異彩を放ち、そこで篠山紀信をはじめとした多数のカメラマンが撮影をおこなった。

## クラブカルチャーとの融合
2000年12月、戸川昌子は大幅なリニューアルを敢行。現代美術家・松蔭浩之の店内デザイン等を採用し、クラブ・ライブハウス文化との融合を目指した。初期のプロデューサーとして永瀧達治、ソワレが活動した。
2005年より「青い部屋レーベル」としてレーベル活動も開始。『ラスト・チャンス・キャバレット/戸川昌子』、『怪奇実況録音盤/ROLLY』などが製作された。

## 閉店、その後
2010年10月、運営責任者だった男性が運転資金を持ち出して失踪し、家賃の滞納なども明らかになり、経営難から閉店することとなった。12月27日には最後のコンサートが開催され、多数の客が訪れた。戸川のほか、なかにし礼、シーナ&ロケッツ、石川セリ＆エミ・エレオノーラ、ジョニー大倉など多数が出演した。
閉店後は、青い部屋名義での活動は、コンサート、イベント、インターネットメディアなどに場所を移した。
戸川の死去後は、長男が主宰を引き継いでいる。

## 関連書籍
- 戸川昌子・監修『青い部屋』NTT出版、2003年。